# Playoffs NBA 1955
Los Playoffs de la NBA de 1955 fueron el torneo final de la temporada 1954-55 de la NBA. Concluyó con la victoria de Syracuse Nationals, campeón de la Conferencia Este, sobre Fort Wayne Pistons, campeón de la Conferencia Oeste, por 4–3.
Fue el único título de los Nationals bajos este nombre; la franquicia ganaría su siguiente título como Philadelphia 76ers en los playoffs de 1967.
Para los Pistons, este fue su primer viaje hacia las Finales de la NBA en la historia de la franquicia; volverían de nuevo el siguiente año, pero no ganarían su primer título hasta 1989 como los Detroit Pistons.
Después de experimentar unos playoffs con un formato de liguilla, todos los equipos clasificados para los playoffs jugaban contra todos; el año anterior, la NBA modificó los enfrentamientos dando a los mejores clasificados un pase directo a las Semifinales de Conferencia, sin tener que pasar por la primera ronda. Este sistema se mantendrá hasta los playoffs de 1967, cuando la liga cambió el formato a cuartos de final.
Después de derrotar a New York Knicks en primera ronda, Boston Celtics perdió ante Syracuse Nationals en las Finales de Conferencia, tendrían que esperar dos años para ver su primer título de la historia de la franquicia.

## Tabla
|  | Semifinales de División | Semifinales de División | Semifinales de División |   |  | Finales de División | Finales de División | Finales de División |  |  | Finales de la NBA | Finales de la NBA | Finales de la NBA |
|  |                         |                         |                         |   |  |                     |                     |                     |  |  |                   |                   |                   |
|  | E3                      | Boston                  | 2                       |   |  | E1                  | Syracuse*           | 3                   |  |  |                   |                   |                   |
|  | E3                      | Boston                  | 2                       |   |  | E1                  | Syracuse*           | 3                   |  |  |                   |                   |                   |
|  | E2                      | New York                | 1                       |   |  | E3                  | Boston              | 2                   |  |  |                   |                   |                   |
|  | E2                      | New York                | 1                       |   |  | E3                  | Boston              | 2                   |  |  |                   |                   |                   |
|  |                         |                         |                         |   |  | División Este       |                     |                     |  |  |                   |                   |                   |
|  |                         |                         |                         |   |  |                     |                     |                     |  |  |                   |                   |                   |
|  |                         |                         |                         |   |  |                     |                     |                     |  |  | E1                | Syracuse*         | 4                 |
|  |                         |                         |                         |   |  |                     |                     |                     |  |  | E1                | Syracuse*         | 4                 |
|  |                         | W1                      | Fort Wayne*             | 3 |  |                     |                     |                     |  |  |                   |                   |                   |
|  |                         |                         |                         |   |  |                     |                     |                     |  |  |                   |                   |                   |
|  |                         |                         |                         |   |  |                     |                     |                     |  |  |                   |                   |                   |
|  |                         |                         |                         |   |  |                     |                     |                     |  |  |                   |                   |                   |
|  | W3                      | Rochester               | 1                       |   |  | W1                  | Fort Wayne*         | 3                   |  |  |                   |                   |                   |
|  | W3                      | Rochester               | 1                       |   |  | W1                  | Fort Wayne*         | 3                   |  |  |                   |                   |                   |
|  | W2                      | Minneapolis             | 2                       |   |  | W2                  | Minneapolis         | 1                   |  |  |                   |                   |                   |
|  | W2                      | Minneapolis             | 2                       |   |  | W2                  | Minneapolis         | 1                   |  |  |                   |                   |                   |
|  |                         |                         |                         |   |  | División Oeste      |                     |                     |  |  |                   |                   |                   |
|  |                         |                         |                         |   |  |                     |                     |                     |  |  |                   |                   |                   |

* Campeón de División

Negrita Ganador de las series

Cursiva Equipo con ventaja de cancha en Finales NBA

## Semifinales de División

### División Este

#### (2) New York Knicks vs. (3) Boston Celtics
| 15 de marzo                   | New York Knicks                       | 101–122     | Boston Celtics            |                                                |  |  |
|                               | Parciales: 22–24, 19–29, 30–34, 30–35 |             |                           |                                                |  |  |
|                               | Estadísticas Jim Baechtold 17         | Reporte Pts | Estadísticas Bob Cousy 30 | Pabellón: Boston Garden, Boston, Massachusetts |  |  |
| Boston lidera las series, 1–0 |                                       |             |                           |                                                |  |  |
|                               |                                       |             |                           |                                                |  |  |

| 16 de marzo           | Boston Celtics                        | 95–102      | New York Knicks             |                                                            |  |  |
|                       | Parciales: 33–21, 26–27, 18–28, 18–26 |             |                             |                                                            |  |  |
|                       | Estadísticas Bob Cousy 26             | Reporte Pts | Estadísticas Nat Clifton 25 | Pabellón: Madison Square Garden III, Manhattan, Nueva York |  |  |
| Series empatadas, 1–1 |                                       |             |                             |                                                            |  |  |
|                       |                                       |             |                             |                                                            |  |  |

| 19 de marzo                 | Boston Celtics                         | 116–109          | New York Knicks                           |                                                            |  |  |
|                             | Parciales: 30–16, 25–45, 32–20, 29–28  |                  |                                           |                                                            |  |  |
|                             | Estadísticas Bob Cousy 26 Bob Cousy 10 | Reporte Pts Asts | Estadísticas Nat Clifton 21 Nat Clifton 6 | Pabellón: Madison Square Garden III, Manhattan, Nueva York |  |  |
| Boston gala las series, 2–1 |                                        |                  |                                           |                                                            |  |  |
|                             |                                        |                  |                                           |                                                            |  |  |

Este fue el quinto encuentro de playoffs entre estos dos equipos, con los Knicks ganando tres de los primeros cuatro.
| 1951 | Boston Celtics | 0–2 | New York Knicks |                                          |
|      |                |     |                 |                                          |
|      |                |     |                 | Pabellón: Semifinales División Este 1951 |

| 1952 | Boston Celtics | 1–2 | New York Knicks |                                          |
|      |                |     |                 |                                          |
|      |                |     |                 | Pabellón: Semifinales División Este 1952 |

| 1953 | Boston Celtics | 1–3 | New York Knicks |                                      |
|      |                |     |                 |                                      |
|      |                |     |                 | Pabellón: Finales División Este 1953 |

| 1954 | Boston Celtics | 2–0 | New York Knicks |                                          |
|      |                |     |                 |                                          |
|      |                |     |                 | Pabellón: Round Robin División Este 1954 |

### Semifinales División Oeste

#### (2) Minneapolis Lakers vs. (3) Rochester Royals
| 16 de marzo                   | Rochester Royals                      | 78–82       | Minneapolis Lakers               |                                                                                    |  |  |
|                               | Parciales: 18–13, 17–25, 21–19, 22–25 |             |                                  |                                                                                    |  |  |
|                               | Estadísticas Bobby Wanzer 30          | Reporte Pts | Estadísticas Clyde Lovellette 26 | Pabellón: St. Paul Auditorium, Saint Paul, Minnesota Asistencia: 4841 espectadores |  |  |
| Minneapolis leads series, 1–0 |                                       |             |                                  |                                                                                    |  |  |
|                               |                                       |             |                                  |                                                                                    |  |  |

| 18 de marzo           | Minneapolis Lakers                    | 92–94       | Rochester Royals            |                                                    |  |  |
|                       | Parciales: 27–24, 23–25, 20–22, 22–23 |             |                             |                                                    |  |  |
|                       | Estadísticas Clyde Lovellette 19      | Reporte Pts | Estadísticas Arnie Risen 19 | Pabellón: Edgerton Park Arena, Rochester, New York |  |  |
| Series empatadas, 1–1 |                                       |             |                             |                                                    |  |  |
|                       |                                       |             |                             |                                                    |  |  |

| 19 de marzo                      | Rochester Royals                      | 110–119     | Minneapolis Lakers          |                                                                                    |  |  |
|                                  | Parciales: 29–28, 30–32, 18–35, 33–24 |             |                             |                                                                                    |  |  |
|                                  | Estadísticas Arnie Risen 24           | Reporte Pts | Estadísticas Jim Pollard 26 | Pabellón: St. Paul Auditorium, Saint Paul, Minnesota Asistencia: 4219 espectadores |  |  |
| Minneapolis gana las series, 2–1 |                                       |             |                             |                                                                                    |  |  |
|                                  |                                       |             |                             |                                                                                    |  |  |

- Último partido de Bob Davies en la NBA.

Este fue el sexto encuentro de playoffs entre estos dos equipos, con los Lakers ganando cuatro de los primeros cinco.
| 1949 | Minneapolis Lakers | 2–0 | Rochester Royals |                                       |
|      |                    |     |                  |                                       |
|      |                    |     |                  | Pabellón: Finales División Oeste 1949 |

| 1951 | Minneapolis Lakers | 1–3 | Rochester Royals |                                       |
|      |                    |     |                  |                                       |
|      |                    |     |                  | Pabellón: Finales División Oeste 1951 |

| 1952 | Minneapolis Lakers | 3–1 | Rochester Royals |                                       |
|      |                    |     |                  |                                       |
|      |                    |     |                  | Pabellón: Finales División Oeste 1952 |

| 1954 | Minneapolis Lakers | 1–0 | Rochester Royals |                                           |
|      |                    |     |                  |                                           |
|      |                    |     |                  | Pabellón: Round robin División Oeste 1954 |

| 1954 | Minneapolis Lakers | 2–1 | Rochester Royals |                                       |
|      |                    |     |                  |                                       |
|      |                    |     |                  | Pabellón: Finales División Oeste 1954 |

## Finales de División

### Finales División Este

#### (1) Syracuse Nationals vs. (3) Boston Celtics
| 22 de marzo                     | Boston Celtics                            | 100–110          | Syracuse Nationals                      |                                                     |  |  |
|                                 | Parciales: 22–25, 21–21, 27–37, 30–27     |                  |                                         |                                                     |  |  |
|                                 | Estadísticas Bill Sharman 20 Bob Cousy 10 | Reporte Pts Asts | Estadísticas Red Kerr 27 Paul Seymour 8 | Pabellón: Onondaga War Memorial, Syracuse, New York |  |  |
| Syracuse lidera las series, 1–0 |                                           |                  |                                         |                                                     |  |  |
|                                 |                                           |                  |                                         |                                                     |  |  |

| 24 de marzo                     | Boston Celtics                                             | 110–116              | Syracuse Nationals                                             |                                                     |  |  |
|                                 | Parciales: 24–28, 30–41, 34–23, 22–24                      |                      |                                                                |                                                     |  |  |
|                                 | Estadísticas Bill Sharman 32 Don Barksdale 10 Bob Cousy 15 | Reporte Pts Reb Asts | Estadísticas Dolph Schayes 22 Dolph Schayes 18 Paul Seymour 12 | Pabellón: Onondaga War Memorial, Syracuse, New York |  |  |
| Syracuse lidera las series, 2–0 |                                                            |                      |                                                                |                                                     |  |  |
|                                 |                                                            |                      |                                                                |                                                     |  |  |

| 26 de marzo                     | Syracuse Nationals                                       | 97–100                | Boston Celtics                                       |                                                |  |  |
|                                 | Parciales: 24–23, 22–29, 21–21, 22–16 (T.E.: 8–11)       |                       |                                                      |                                                |  |  |
|                                 | Estadísticas Red Kerr 20 Dolph Schayes 14 George King 10 | Boxscore Pts Reb Asts | Estadísticas Bob Cousy 23 Bob Brannum 15 Bob Cousy 8 | Pabellón: Boston Garden, Boston, Massachusetts |  |  |
| Syracuse lidera las series, 2–1 |                                                          |                       |                                                      |                                                |  |  |
|                                 |                                                          |                       |                                                      |                                                |  |  |

| 27 de marzo                   | Syracuse Nationals                                                   | 110–94               | Boston Celtics                                          |                                                |  |  |
|                               | Parciales: 18–18, 31–24, 26–21, 35–31                                |                      |                                                         |                                                |  |  |
|                               | Estadísticas Dolph Schayes 28 Earl Lloyd 18 King, Seymour 8 cada uno | Reporte Pts Reb Asts | Estadísticas Bill Sharman 29 Bob Brannum 14 Bob Cousy 9 | Pabellón: Boston Garden, Boston, Massachusetts |  |  |
| Syracuse gana las series, 3–1 |                                                                      |                      |                                                         |                                                |  |  |
|                               |                                                                      |                      |                                                         |                                                |  |  |

Esta fue la cuarta vez que se enfrentaron ambos equipos en playoffs, con los Nationals ganando dos de los tres primeros.
| 1953 | Boston Celtics | 2–0 | Syracuse Nationals |                                          |
|      |                |     |                    |                                          |
|      |                |     |                    | Pabellón: Semifinales División Este 1953 |

| 1954 | Boston Celtics | 0–2 | Syracuse Nationals |                                          |
|      |                |     |                    |                                          |
|      |                |     |                    | Pabellón: Round robin División Este 1954 |

| 1954 | Boston Celtics | 0–2 | Syracuse Nationals |                                      |
|      |                |     |                    |                                      |
|      |                |     |                    | Pabellón: Finales División Este 1954 |

### Finales División Oeste

#### (1) Fort Wayne Pistons vs. (2) Minneapolis Lakers
| 20 de marzo                       | Minneapolis Lakers                    | 79–96       | Fort Wayne Pistons          |                                                                                       |  |  |
|                                   | Parciales: 14–19, 18–30, 21–27, 26–20 |             |                             |                                                                                       |  |  |
|                                   | Estadísticas Clyde Lovellette 18      | Reporte Pts | Estadísticas Larry Foust 15 | Pabellón: North Side Gymnasium, Elkhart, Indiana Árbitros: Lou Eisenstein, Arnie Heft |  |  |
| Fort Wayne lidera las series, 1–0 |                                       |             |                             |                                                                                       |  |  |
|                                   |                                       |             |                             |                                                                                       |  |  |

| 22 de marzo                       | Minneapolis Lakers                                | 97–98        | Fort Wayne Pistons           |                                                    |  |  |
|                                   | Parciales: 22–27, 28–24, 21–25, 26–21 (T.E.: 0–1) |              |                              |                                                    |  |  |
|                                   | Estadísticas Whitey Skoog 24                      | Boxscore Pts | Estadísticas Mel Hutchins 20 | Pabellón: Butler Fieldhouse, Indianapolis, Indiana |  |  |
| Fort Wayne lidera las series, 2–0 |                                                   |              |                              |                                                    |  |  |
|                                   |                                                   |              |                              |                                                    |  |  |

| 23 de marzo                       | Fort Wayne Pistons                                 | 91–99       | Minneapolis Lakers           |                                                          |  |  |
|                                   | Parciales: 22–12, 19–20, 25–30, 18–22 (T.E.: 7–15) |             |                              |                                                          |  |  |
|                                   | Estadísticas George Yardley 25                     | Reporte Pts | Estadísticas Whitey Skoog 24 | Pabellón: Minneapolis Auditorium, Minneapolis, Minnesota |  |  |
| Fort Wayne lidera las series, 2–1 |                                                    |             |                              |                                                          |  |  |
|                                   |                                                    |             |                              |                                                          |  |  |

| 27 de marzo                     | Fort Wayne Pistons                           | 105–96      | Minneapolis Lakers               |                                                          |  |  |
|                                 | Parciales: 25–31, 20–15, 27–20, 33–30        |             |                                  |                                                          |  |  |
|                                 | Estadísticas Rosenthal, Hutchins 21 cada uno | Reporte Pts | Estadísticas Clyde Lovellette 25 | Pabellón: Minneapolis Auditorium, Minneapolis, Minnesota |  |  |
| Fort Wayne gana las series, 3–1 |                                              |             |                                  |                                                          |  |  |
|                                 |                                              |             |                                  |                                                          |  |  |

- Último partido de Jim Pollard en la NBA.

Esta fue la cuarta vez que se enfrentaron en playoffs, con los Lakers ganando las tres primeras.
| 1950 | Fort Wayne Pistons | 0–2 | Minneapolis Lakers |                                         |
|      |                    |     |                    |                                         |
|      |                    |     |                    | Pabellón: Finales División Central 1950 |

| 1953 | Fort Wayne Pistons | 2–3 | Minneapolis Lakers |                                       |
|      |                    |     |                    |                                       |
|      |                    |     |                    | Pabellón: Finales División Oeste 1953 |

| 1954 | Fort Wayne Pistons | 0–2 | Minneapolis Lakers |                                           |
|      |                    |     |                    |                                           |
|      |                    |     |                    | Pabellón: Round Robin División Oeste 1954 |

## Finales de la NBA: (E1) Syracuse Nationals vs. (O1) Fort Wayne Pistons
| 31 de marzo                     | Fort Wayne Pistons                    | 82–86       | Syracuse Nationals        |                                                                                   |  |  |
|                                 | Parciales: 19–26, 25–22, 20–18, 18–20 |             |                           |                                                                                   |  |  |
|                                 | Estadísticas Larry Foust 26           | Reporte Pts | Estadísticas Red Rocha 19 | Pabellón: Onondaga War Memorial, Syracuse, New York Asistencia: 7500 espectadores |  |  |
| Syracuse lidera las series, 1–0 |                                       |             |                           |                                                                                   |  |  |
|                                 |                                       |             |                           |                                                                                   |  |  |

| 2 de abril                      | Fort Wayne Pistons                    | 84–87       | Syracuse Nationals            |                                                                                   |  |  |
|                                 | Parciales: 13–30, 25–29, 27–14, 19–24 |             |                               |                                                                                   |  |  |
|                                 | Estadísticas George Yardley 21        | Reporte Pts | Estadísticas Dolph Schayes 24 | Pabellón: Onondaga War Memorial, Syracuse, New York Asistencia: 5845 espectadores |  |  |
| Syracuse lidera las series, 2–0 |                                       |             |                               |                                                                                   |  |  |
|                                 |                                       |             |                               |                                                                                   |  |  |

| 3 de abril                      | Syracuse Nationals                      | 89–96       | Fort Wayne Pistons           |                                                                                  |  |  |
|                                 | Parciales: 22–23, 21–20, 14–26, 32–27   |             |                              |                                                                                  |  |  |
|                                 | Estadísticas Rocha, Schayes 21 cada uno | Reporte Pts | Estadísticas Mel Hutchins 23 | Pabellón: Butler Fieldhouse, Indianapolis, Indiana Asistencia: 3200 espectadores |  |  |
| Syracuse lidera las series, 2–1 |                                         |             |                              |                                                                                  |  |  |
|                                 |                                         |             |                              |                                                                                  |  |  |

| 5 de abril            | Syracuse Nationals                    | 102–109     | Fort Wayne Pistons            |                                                                                  |  |  |
|                       | Parciales: 24–27, 24–26, 22–29, 32–27 |             |                               |                                                                                  |  |  |
|                       | Estadísticas Dolph Schayes 28         | Reporte Pts | Estadísticas Frankie Brian 18 | Pabellón: Butler Fieldhouse, Indianapolis, Indiana Asistencia: 2611 espectadores |  |  |
| Series empatadas, 2–2 |                                       |             |                               |                                                                                  |  |  |
|                       |                                       |             |                               |                                                                                  |  |  |

| 7 de abril                        | Syracuse Nationals                    | 71–74       | Fort Wayne Pistons             |                                                                                  |  |  |
|                                   | Parciales: 18–22, 13–16, 14–20, 26–16 |             |                                |                                                                                  |  |  |
|                                   | Estadísticas Bill Kenville 15         | Reporte Pts | Estadísticas George Yardley 16 | Pabellón: Butler Fieldhouse, Indianapolis, Indiana Asistencia: 4110 espectadores |  |  |
| Fort Wayne lidera las series, 3–2 |                                       |             |                                |                                                                                  |  |  |
|                                   |                                       |             |                                |                                                                                  |  |  |

| 9 de abril            | Fort Wayne Pistons                    | 104–109     | Syracuse Nationals            |                                                                                   |  |  |
|                       | Parciales: 27–19, 28–34, 19–25, 30–31 |             |                               |                                                                                   |  |  |
|                       | Estadísticas George Yardley 31        | Reporte Pts | Estadísticas Dolph Schayes 28 | Pabellón: Onondaga War Memorial, Syracuse, New York Asistencia: 4997 espectadores |  |  |
| Series empatadas, 3–3 |                                       |             |                               |                                                                                   |  |  |
|                       |                                       |             |                               |                                                                                   |  |  |

| 10 de abril                   | Fort Wayne Pistons                          | 91–92            | Syracuse Nationals                                     |                                                                                   |  |  |
|                               | Parciales: 31–21, 22–26, 21–27, 17–18       |                  |                                                        |                                                                                   |  |  |
|                               | Estadísticas Larry Foust 24 Andy Phillip 10 | Reporte Pts Asts | Estadísticas King, Kenville 15 cada uno Paul Seymour 8 | Pabellón: Onondaga War Memorial, Syracuse, New York Asistencia: 6697 espectadores |  |  |
| Syracuse gana las series, 4–3 |                                             |                  |                                                        |                                                                                   |  |  |
|                               |                                             |                  |                                                        |                                                                                   |  |  |

- George King un tiro libre con 12 segundos por jugarse, luego le robó el balón a Andy Phillip con 3 segundos restantes para culminar la remontada.

Esta fue la primera vez que se enfrentaban estos equipos en playoffs.